# دانشگاه ایالتی ابخازیان
دانشگاه ایالتی ابخازیان (به لاتین: Abkhazian State University) یک دانشگاه در گرجستان است که در سوخومی واقع شده‌است.